# Pierres sculptées de Yagou

Les pierres sculptées de Yagou (亚沟石刻) se trouvent dans les monts Shiren à 2,5 km à l'est de Yagou dans le district d'Acheng, province du Heilongjiang. D'après leur style, elle daterait du début de  la dynastie Jin (1115-1234). Elles font partie de la liste des monuments historiques de Chine (3-166).
Elles représentent un couple de Jurchen. L'homme est un guerrier haut de 1,85 mètre avec une armure et une épée. La femme est une noble dame, assise et portant un chapeau.
Les lignes de la gravure sont profondes de 3 à 5 mm mais sont difficiles à percevoir à certains endroits à cause de l'érosion éolienne et pluviale. 

## Référence
- Yagou Stone Carving, ChinaCulture.org.